# Deraeocorinae
Deraeocorinae is een onderfamilie van wantsen van de familie van de blindwantsen (Miridae). De familie werd voor het eerst wetenschappelijk beschreven door John William Douglas en John Scott in 1865.

## Taxonomie
De onderfamilie bestaat uit de volgende geslachtengroepen:
- Tribus: Deraeocorini Douglas & Scott, 1865
  - Acutifromiris Hernandez & Stonedahl, 1999
  - Agastictus Bergroth, 1922
  - Alloeotomus Fieber, 1858
  - Angerianus Distant, 1904
  - Anolaimus Carvalho, 1990
  - Apoderaeocoris Nakatani, Yasunaga & Takai, 2007
  - Araspus Distant, 1904
  - Cimicicapsus Poppius, 1915
  - Cimidaeorus Hsiao & Ren, 1983
  - Cranocapsus Wagner, 1954
  - Deraeocapsus Knight, 1921
  - Deraeocoris Kirschbaum, 1856
  - Diplozona Van Duzee, 1915
  - Dortus Distant, 1910
  - Eurybrochis Kirkaldy, 1902
  - Eurychilopterella Reuter, 1909
  - Fingulus Distant, 1904
  - Garainamiris Carvalho, 1981
  - Gressitticoris Carvalho, 1985
  - Idiomiris China, 1963
  - Iguazucoris Carvalho & Carpintero, 1985
  - Juinacoris Carvalho & Costa, 1989
  - Kalamemiris Hosseini & Cassis, 2017
  - Karimuicoris Carvalho, 1985
  - Karubacoris Carvalho, 1985
  - Klopicoris Van Duzee, 1915
  - Lundiella Carvalho, 1951
  - Morobemiris Carvalho, 1985
  - Papuacoris Carvalho, 1985
  - Paranix Hsiao & Ren, 1983
  - Platycapsus Reuter, 1904
  - Poecilomiris Eyles, 2006
  - Posantias Carvalho, 1989
  - Pseudocamptobrochis Poppius, 1911
  - Reuda White, 1878
  - Romna Kirkaldy, 1906
  - Rotundomiris Carvalho, 1981
  - Strobilocapsus Bliven, 1956
  - Termatomiris Ghauri, 1975
  - Valdesiana Carpintero & Dellapé, 2008
  - Yebonia Carvalho, 1951
- Tribus: Hyaliodini Carvalho & Drake, 1943
  - Annona Distant, 1884
  - Antias Distant, 1884
  - Fennahiella Carvalho, 1955
  - Hyaliodes Reuter, 1876
  - Hyaliodocoris Knight, 1943
  - Knightonia Carvalho & Drake, 1944
  - Linnavuorista Akingbohungbe, 1979
  - Lyde Distant, 1891
  - Obudua Linnavuori, 1974
  - Paracarniella Henry & Ferreira, 2003
  - Paracarnus Distant, 1884
  - Philicoris Menard & Siler, 2018
  - Piestotomus Bergroth, 1922
  - Pseudocarnus Distant, 1884
  - Stethoconus Flor, 1861
- Tribus: Saturniomirini Carvalho, 1952
  - Cheesmaniella Carvalho, 1984
  - Imogen Kirkaldy, 1905
  - Saturniomiris Kirkaldy, 1902
  - Synthlipsis Kirkaldy, 1908
  - Trilaccus Horváth, 1902
- Tribus: Surinamellini Carvalho & Rosas, 1962
  - Apilophorus Hsiao & Ren, 1983
  - Eustictus Reuter, 1909
  - Glossopeltis Reuter, 1903
  - Krainacoris Carvalho & Wallerstein, 1975
  - Nicostratus Distant, 1904
  - Opistocyclus Poppius, 1914
- Tribus: Termatophylini Reuter, 1884
  - Argyrotelaenus Reuter & Poppius, 1912
  - Conocephalocoris Knight, 1927
  - Democoris Cassis, 1995
  - Hesperophylum Reuter & Poppius, 1912
  - Kundakimuka Cassis, 1995
  - Maoriphylina Cassis & Eyles, 2006
  - Termatophylum Reuter, 1884
- Tribus: Clivinematini Reuter, 1876
  - Adlargidea Schaffner, 1980
  - Admetus Distant, 1883
  - Ambracius Stål, 1860
  - Bothynotus Fieber, 1864
  - Clivinema Reuter, 1876
  - Clivinemidea Carvalho & Gomes, 1970
  - Dominicanocoris Ferreira, 1996
  - Guanabarea Carvalho, 1948
  - Largidea Van Duzee, 1912
  - Megamiris Hsiao, 1947
  - Ofellus Distant, 1883

Geslachten die niet binnen een van de geslachtengroepen vallen:
- Aterpocoris Carvalho & Becker, 1957
- Cephalomiroides Hernández & Stonedahl, 1999
- Eurychilopteroides Stonedahl, 1997
- Lestoniella Carvalho & Becker, 1957
- Scutellograndis Hernández & Stonedahl, 1999